# غريغور أبيل
غريغور أبيل (بالإنجليزية: Gregor Abel)‏ هو مدرب كرة قدم ولاعب كرة قدم بريطاني في مركز ظهير ‏، ولد في 9 أبريل 1949. لعب مع نادي ألوا أثليتيك ونادي فالكيرك.